# Emil Komel
Emil Komel, slovenski skladatelj, *14. februar 1875, Gorica, †14. avgust 1960 Gorica.

## Življenjepis
Leta 1895 je na konservatoriju na Dunaju diplomiral v kompoziciji, leta 1898 je tam opravil državni izpit iz glasbe. Najprej je bil pevovodja Pevskega društva v Vrtojbi, pozneje je prevzel pouk klavirja in glasbene teorije v Pevskem in glasbenem društvu v Gorici, kjer je začel kot pevovodja in bil kasneje imenovan za stalnega pevovodjo. Organiziral je in vodil glasbene tečaje za organiste in pevovodje ter bil ustanovitelj Učiteljskega pevskega zbora v Gorici.
Med drugo svetovno vojno je fašizem zatrl glasbeno šolo in prosvetno delo v njej, tako da je poučeval pevce na goriškem podeželju. Po vojni je organiziral koncert, posvečen Simonu Gregorčiču, in zanj skomponiral pesem Goriškemu slavčku. Bil je v prijateljskih stikih s sodobnini skladatelji (Lorenzo Perosi, Pietro Mascagni), zlasti z Vinkom Vodopivcem. Po koncu vojne je bil postopoma izrinjen iz javnega delovanja. 
Leta 1958 je od Zveze prosvetnih društev Slovenije prejel zlato kolajno za 50-letno delo v kulturi. 
Komelove skladbe so zelo dognane, sproščenega in gladkega toka, v melodiji živahno razigrane, tekoče, dobro harmonične. Pesmi so sveže, neposredne, učinkovite, v njih je čutiti pristnost ljudske pesmi in so pogosto izvajane. Zborovske skladbe so zelo zaslovele, tako npr. Opomin k veselju, Korotanki in priredbe ljudskih pesmi. Veliko svojih del je objavljal, deloval je tudi kot glasbeni teoretik. Preko njegovega glasbenega pedagoškega dela se je izobrazilo mnogo uspešnih glasbenikov.
Po njem se imenuje Slovenski center za glasbeno vzgojo Emil Komel, znotraj katerega v glasbeni piramidi štirih zborov deluje Mešani pevski zbor Emil Komel.